# Parafia Matki Bożej Nieustającej Pomocy w Woli Murowanej
Parafia Matki Bożej Nieustającej Pomocy w Woli Murowanej – parafia rzymskokatolicka, znajdująca się w diecezji kieleckiej, w dekanacie chęcińskim.